# Edificio Néstor Kirchner

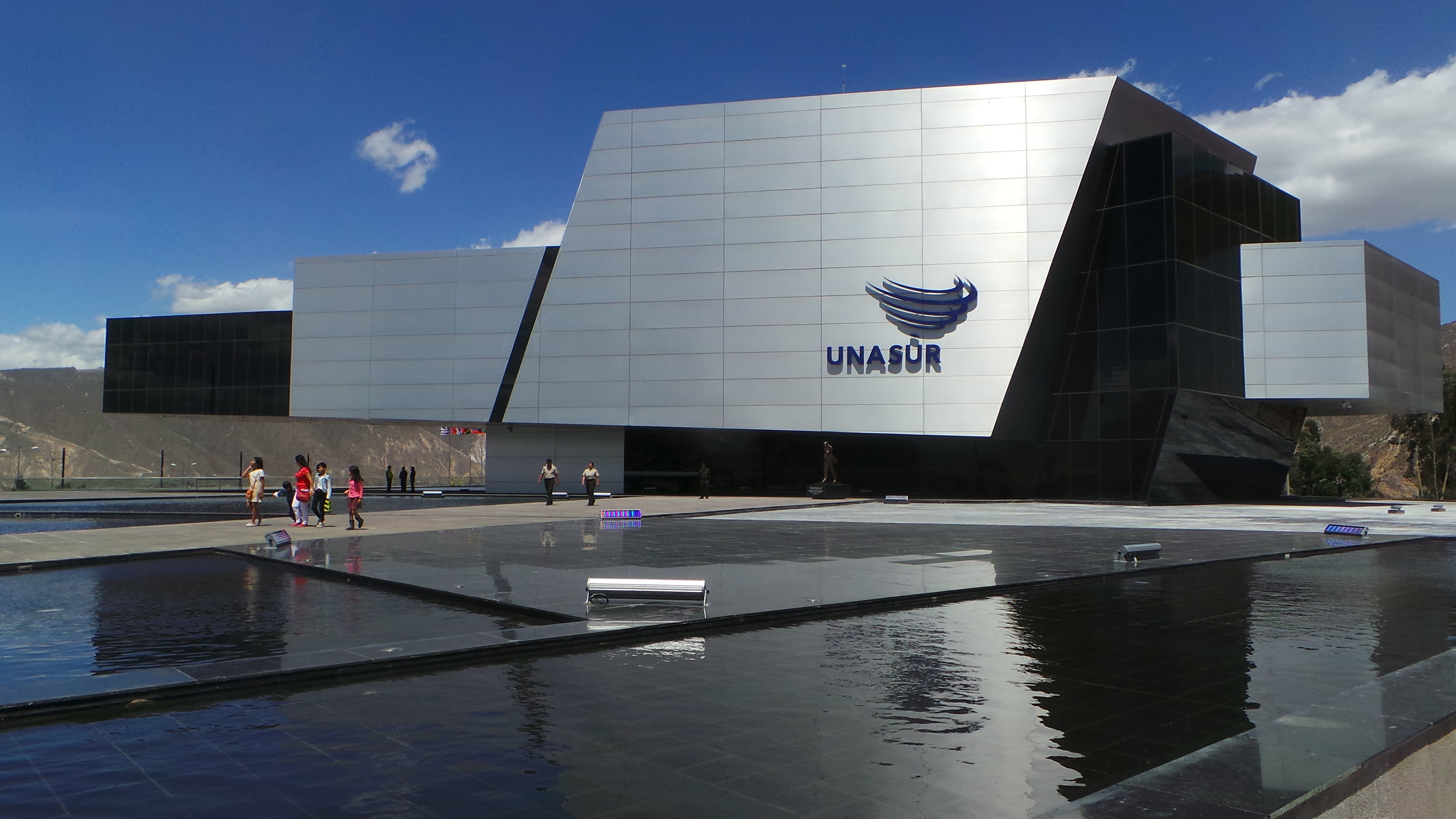
Edificio Néstor Kirchner

Das Edificio Néstor Kirchner (zu deutsch: Néstor-Kirchner-Gebäude) ist ein Verwaltungs- und Konferenzgebäude etwa 15 Kilometer nördlich der ecuadorianischen Hauptstadt Quito. Es war seit Dezember 2014 der Hauptsitz der Union Südamerikanischer Nationen (Unión de Naciones Suramericanas, UNASUR).
Gelegen ist das Gebäude in unmittelbarer Nachbarschaft zur Ciudad Mitad del Mundo in San Antonio de Pichincha. Es trägt den Namen des ehemaligen argentinischen Präsidenten Néstor Kirchner (1950–2010), der auch erster Generalsekretär der UNASUR war.

## Architektur und Ausstattung
Das Gebäude im Stil der Postmoderne wurde vom Architekten Diego Guayasamín entworfen. Es besteht aus mehreren kubischen Gebäudeteilen, die teils bis zu 55 Meter freitragend sind. Die Fassade ist mit Aluminumverbundplatten verkleidet.
Das Edificio Néstor Kirchner hat etwa 19.500 m² Nutzfläche auf bis zu sieben Etagen.
Das Gebäude verfügt zudem über weitere Tagungsräume, Räume für die Presse und für die Übersetzer sowie ein Restaurant. Es sind Stellplätze für 190 Fahrzeuge verfügbar.
Umgeben wird der Gebäudekomplex von einem großen gepflasterten Vorplatz, Grünanlagen sowie Wasserbecken. Bis 2019 befand sich eine Statue des Namensgebers Néstor Kirchner vor dem Gebäude. Sie wurde vom Bildhauer  Omar Villalba geschaffen, der bereits zuvor eine Statue für den verstorbenen argentinischen Präsidenten in Río Gallegos geschaffen hatte. Kirchner war nach vorn schreitend, mit gehobener linker Hand und lächelnd dargestellt. Die Statue wurde von der argentinischen Regierung zu Kosten von etwa 114.000 US-Dollar gestiftet.

## Geschichte
Nach zweijähriger Bauzeit wurde das Gebäude im Dezember 2014 als neuer Hauptsitz der UNASUR unter Beisein der Präsidenten der Mitgliedsstaaten eröffnet. Ecuadors Präsident Rafael Correa sowie die argentinische Präsidentin Cristina Fernández de Kirchner hielten Reden. Die Baukosten lagen bei etwa 43 Millionen US-Dollar.
Nachdem es innerhalb der UNASUR zu Unstimmigkeiten hinsichtlich der Reaktion auf die Staatskrise in Venezuela gekommen war und im April 2018 Argentinien, Brasilien, Chile, Kolumbien, Paraguay und Peru aus der Union austraten, vollzog im September 2019 auch Ecuador den Austritt aus dem Staatenbund. Das Gebäude fiel an das ecuadorianische Außenministerium zurück, das die Statue Kirchners entfernen ließ.
Das Gebäude blieb fortan ungenutzt. Der damalige Präsident Lenín Moreno brachte eine Nachnutzung als indigene Universität ins Spiel. Später war eine Nutzung als Lager für das Nationalmuseum vorgesehen, die sich jedoch ebenso zerschlug wie die Einrichtung der Zentrale des öffentlich-rechtlichen Fernsehens auf dem Komplex. Die Betriebskosten des leerstehenden und durch Wassereinbrüche beschädigten Gebäudes belaufen sich jährlich auf etwa 300.000 bis 600.000 US-Dollar.

## Galerie

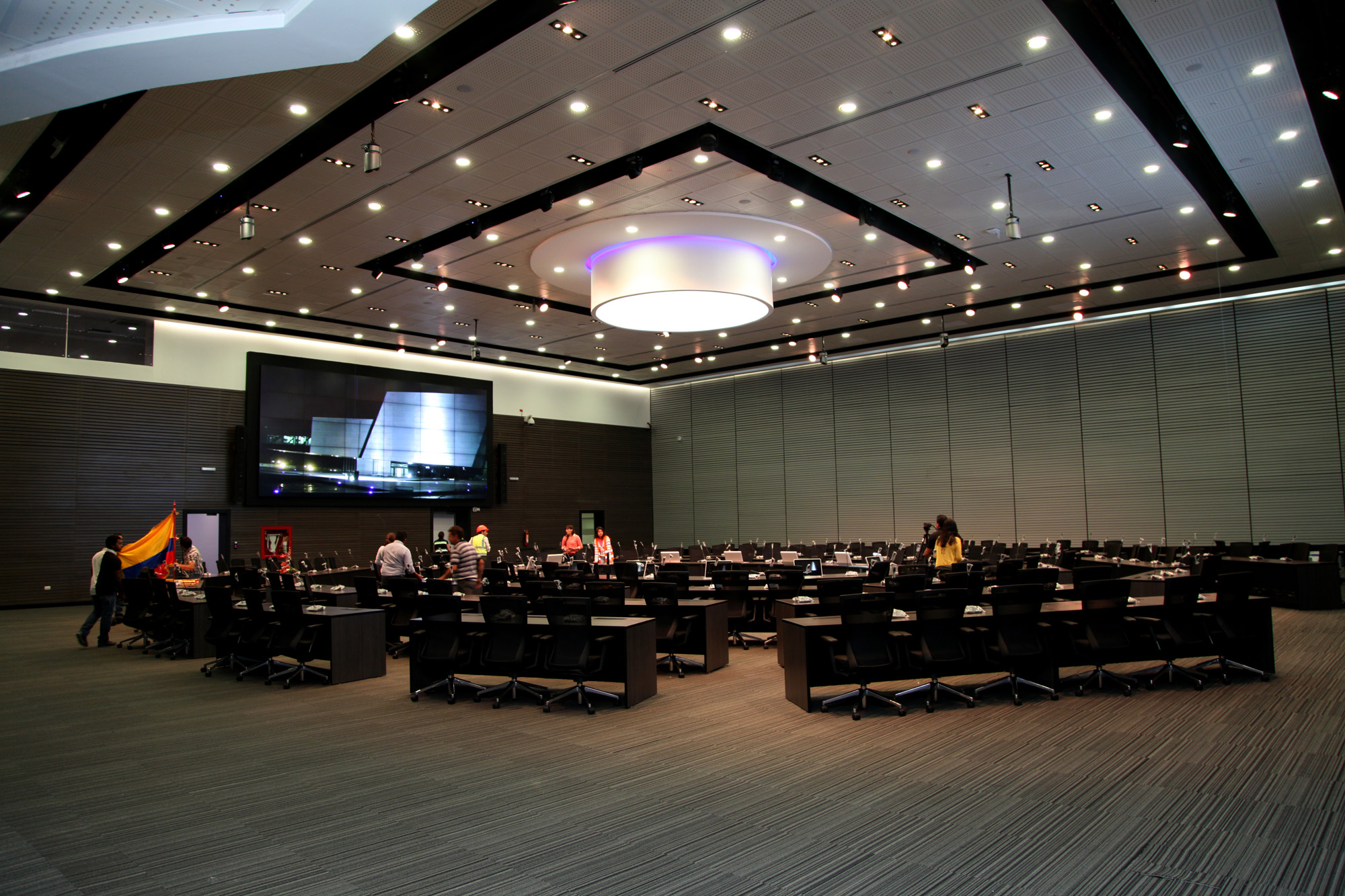
Tagungsraum
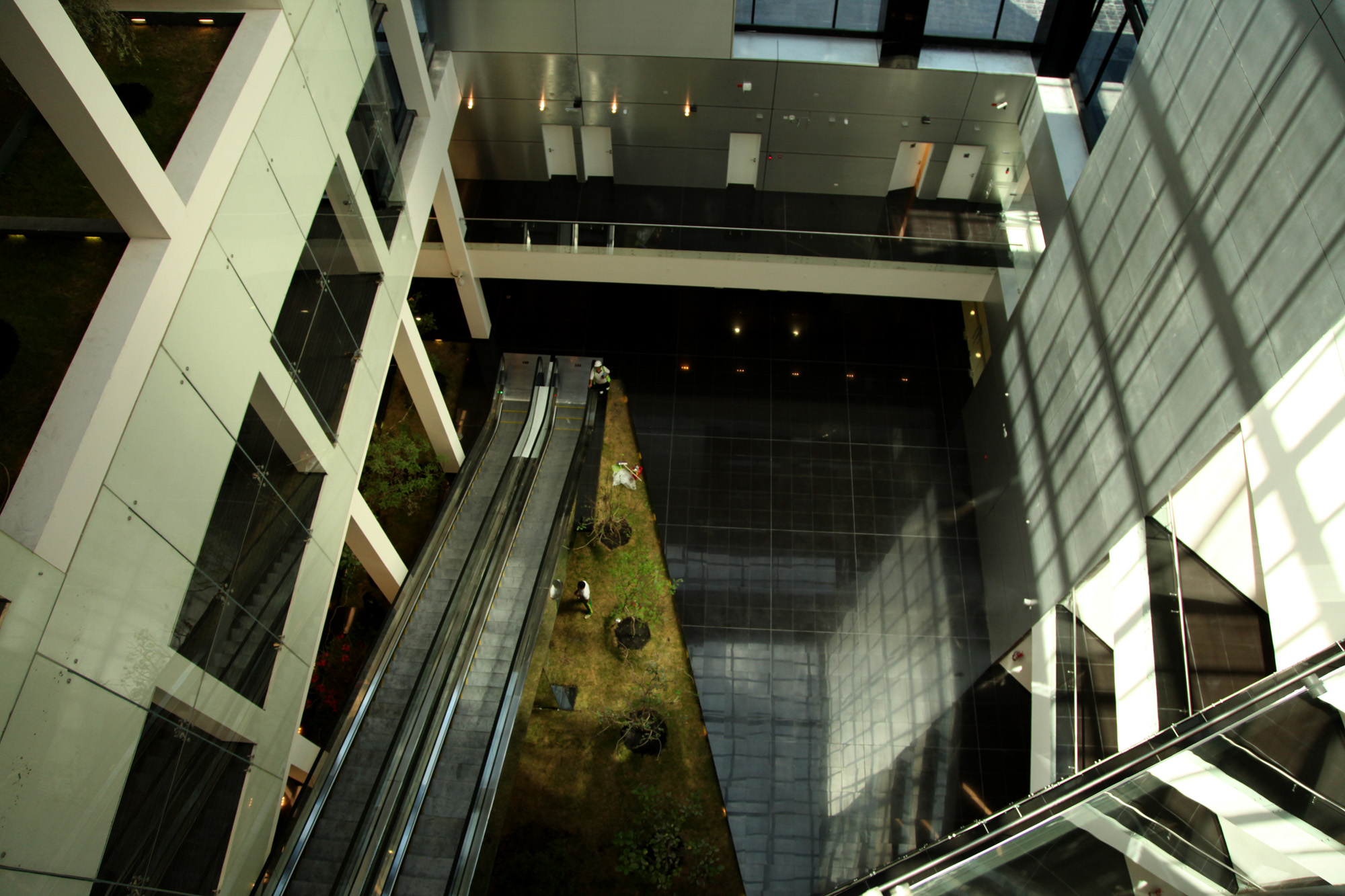
Lichthof des Gebäudes mit Rolltreppenanlage
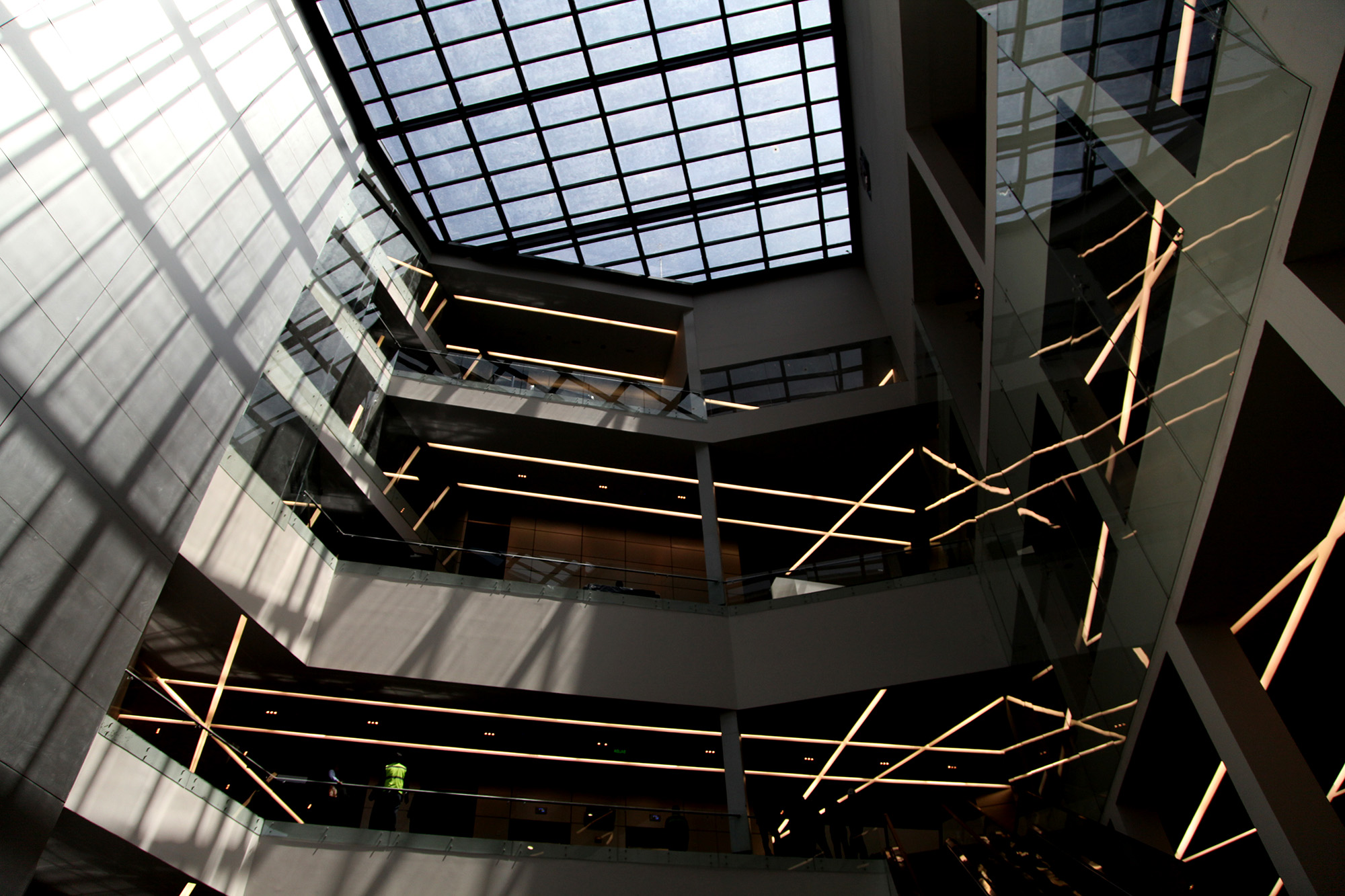
Blick in die Stockwerke
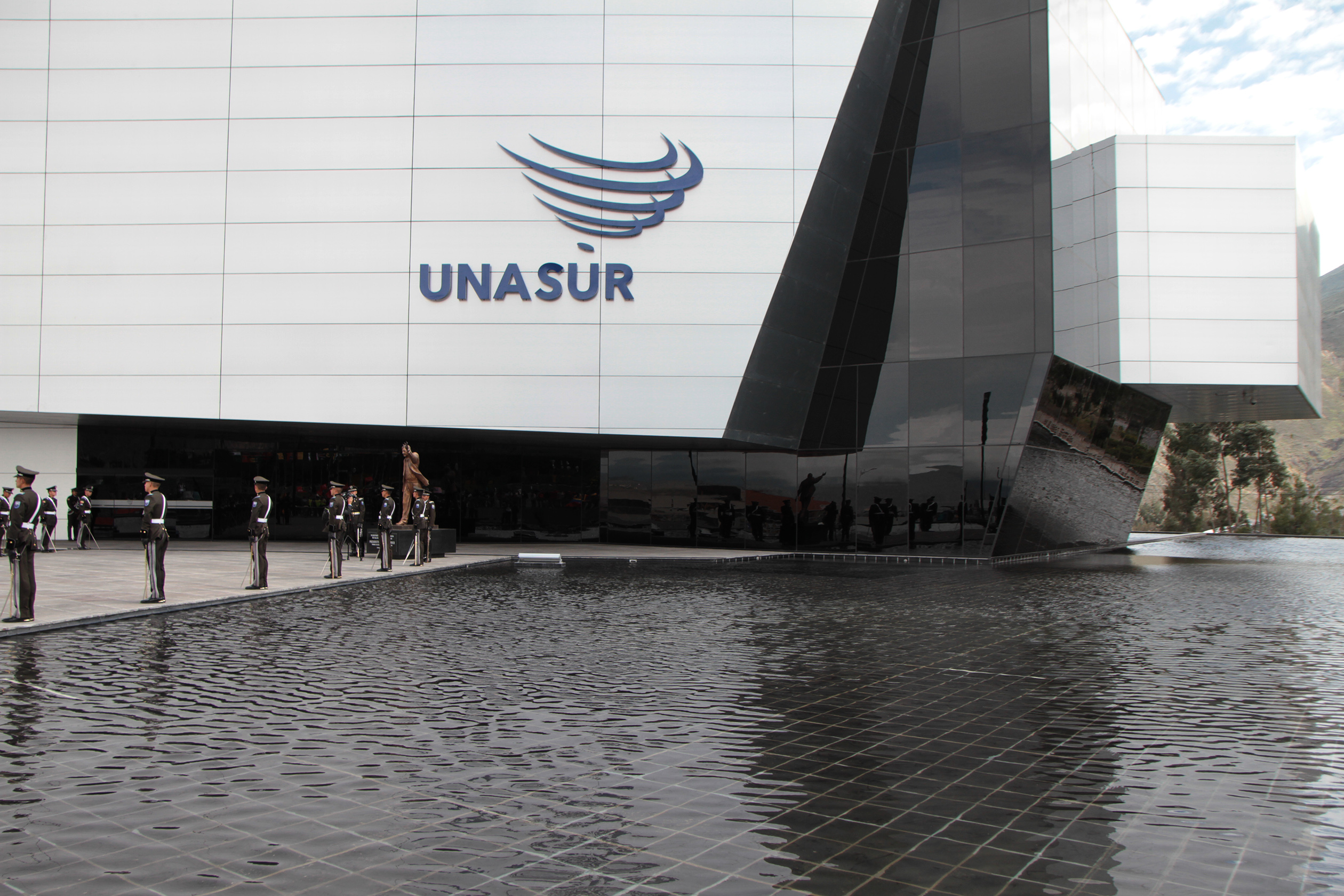
Unasur-Logo an der Gebäudeseite
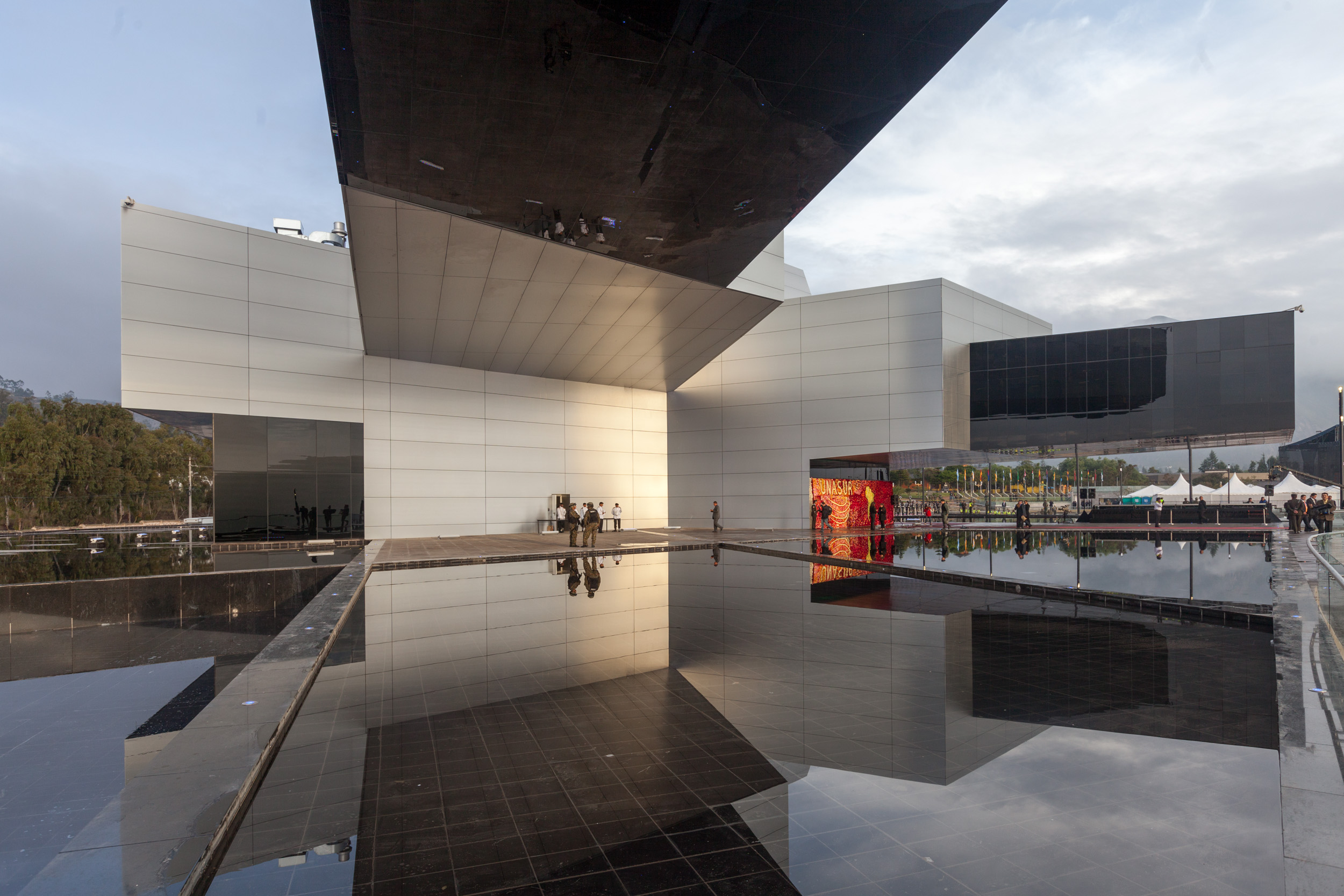
Wasserbecken im Außenbereich
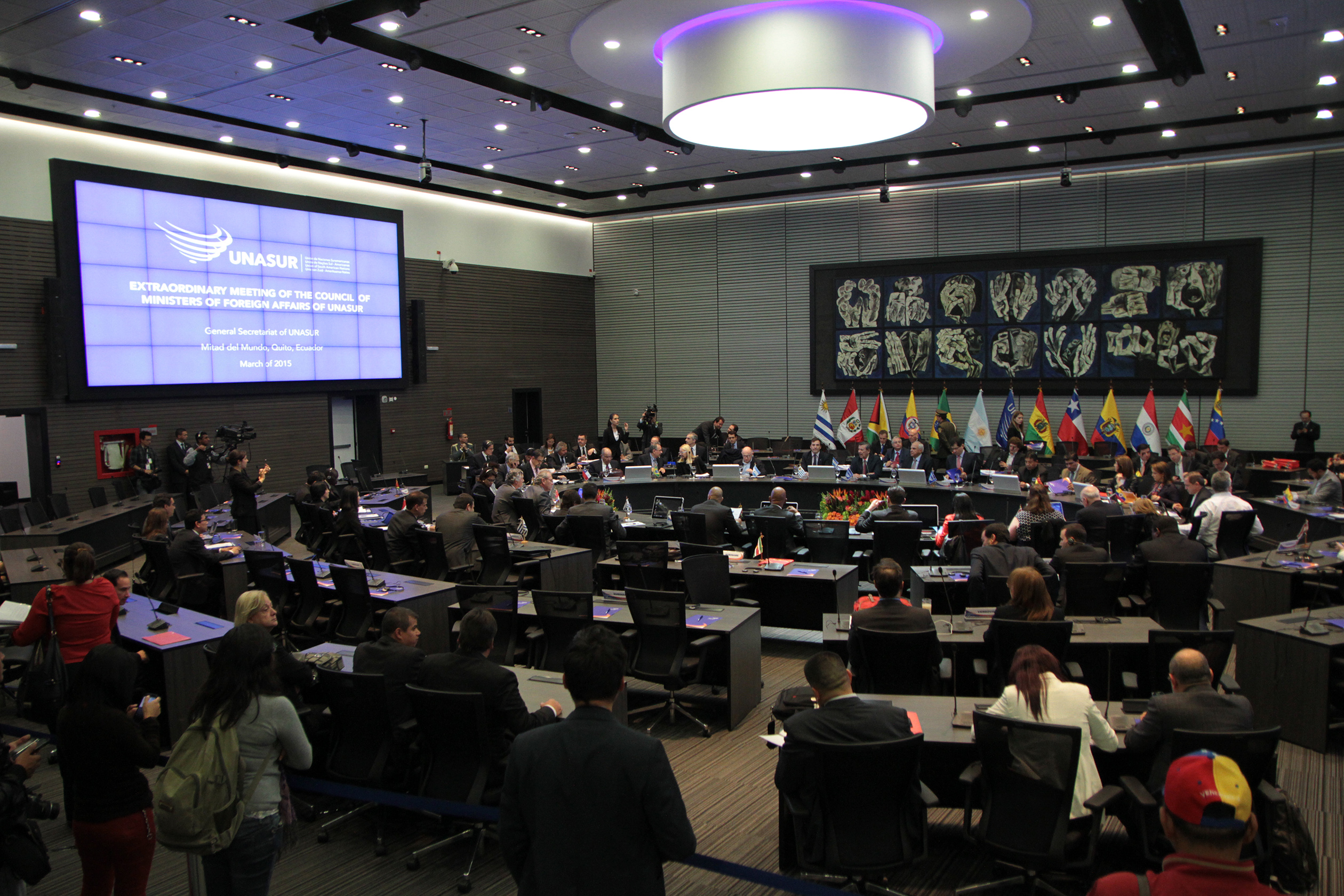
Tagungsraum während eines Treffens der Unasur-Außenminister im März 2015
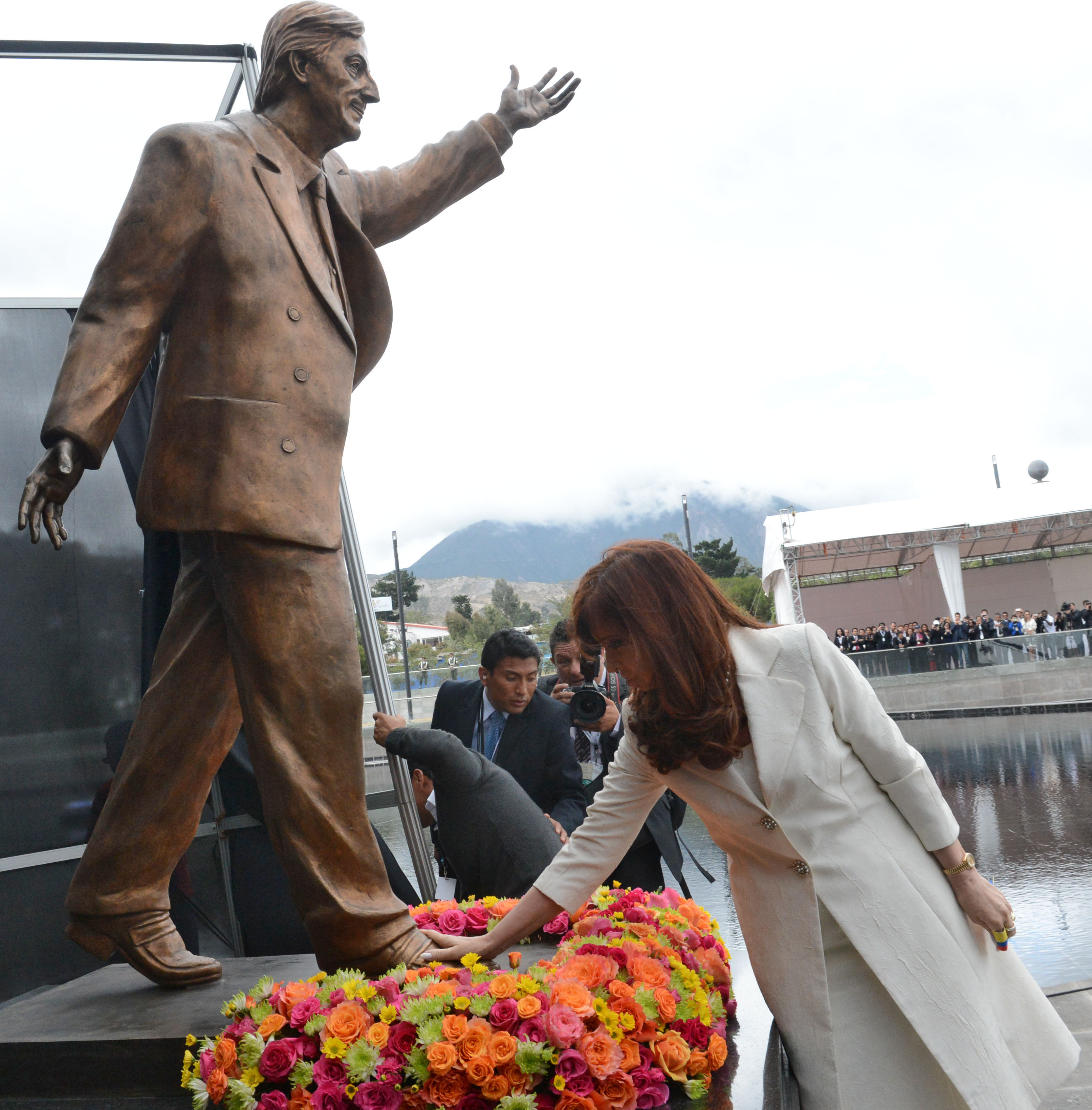
Statue zu Ehren Néstor Kirchners